# Pla d'en boet
Pla d'en boet es un barrio que se encuentra en Mataró (Barcelona).

## Límites
El barrio, tomando como punto de referencia sur el mar:
- Al sur, el Mar Mediterráneo, la N-II
- Al norte, con Cerdanyola y Peramas. por Cami del Mig.
- Al este, con el Ensanche, por Francesc Macia.
- Al oeste, con el término municipal de Cabrera de Mar.

## Población
La población de este barrio está formada por gente de diferentes culturas y nacionalidades.

## El barrio
El barrio es uno de los más grandes de la ciudad, pero la mayor parte pertenece al polígono industrial. En él se encuentran discotecas, bares-restaurantes, fábricas textiles, tiendas de mayoristas, talleres, concesionarios, etc. La mayoría de los edificios, son de protección oficial.

## Fiestas
Se celebran hacia el mes de junio.

## Transporte
Autobuses de Mataró Bus Líneas 1, 2, 4, 8, P.

## Equipamientos
Consta de un centro sanitario, conocido como Los Especialistas, (Instituto Catalán de la Salud), se encuentra entre en el triángulo Cerdanyola - Peramas - Pla d'en Boet. Al lado de este centro, se encuentra la Policía Nacional.
En el centro del barrio, junto al polígono, se encuentra la comisaría de los Mozos de Escuadra. En la zona noroeste, se encuentra el Parque de Bomberos de Mataró.
El barrio cuenta también con dos escuelas públicas, CP Torre Llauder y CP Camí del Mig, así como un instituto de educación secundaria, IES Laia l'Arquera, y un centro universitario, TecnoCampus Mataró.
- Datos: Q6077151
- Multimedia: Pla d'en Boet / Q6077151